# 61 (число)
61 (шістдеся́т оди́н) — натуральне число між 60 і 62.

## Математика
- 18-те просте число
- 261 = 2305843009213693952

## Наука і техніка
- 61 є атомним номером Прометею.
- У Новому загальному каталозі позначається об’єкт NGC 61-1 — галактика типу S0 у сузір'ї Кит.
- У Новому загальному каталозі позначається об’єкт NGC 61-2 — галактика типу S0 у сузір'ї Кит.
- У Каталозі Мессьє позначається об'єкт Мессьє M61 — галактика типу SBbc у сузір'ї Діва.
- Зірка 61 Великої Ведмедиці у сузір'ї Велика Ведмедиця

## Дати
61 рік, 61 рік до нашої ери, 1861 рік, 1961 рік

## Інше
- ASCII-код символу «=»
- Міжнародний телефонний код Австралії
- Європейський маршрут E61
- Автошлях Р 61 в Україні
- U.S. Route 61 - автошлях у США між Новим Орлеаном та Міннесотою
- Автомагістраль М61 у Росії
- Фільм 61* режисера Біллі Крістала
- Музичний альбом Highway 61 Revisited Боба Ділана
- Northrop P-61 Black Widow - важкий нічний винищувач під час Другої світової війни
- Легендарний хокеїст Вейн Ґрецкі має у своєму доробку 61 рекорд у НХЛ